# 俾斯麦塔 (格鲁恩贝格)

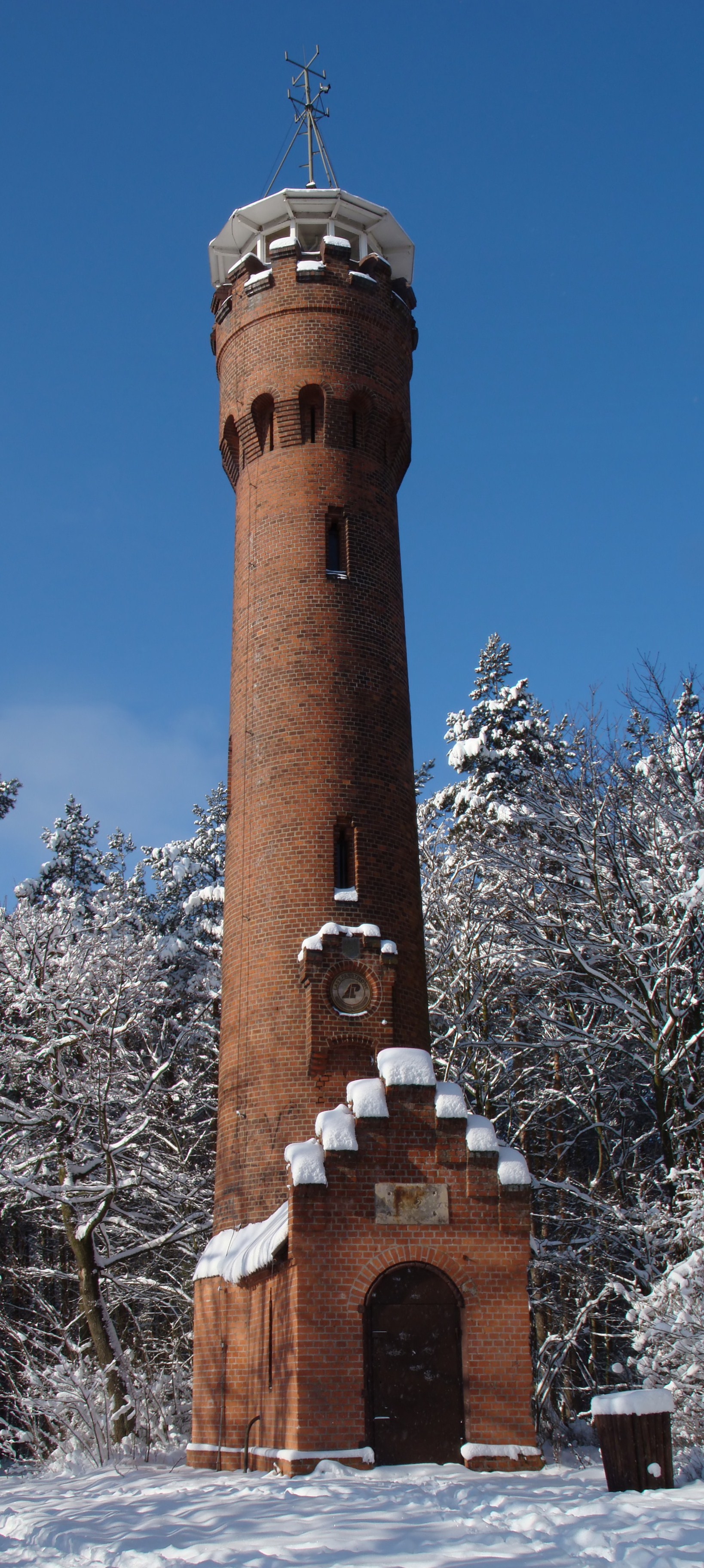

格鲁恩贝格俾斯麦塔是昔日德国各地众多的俾斯麦塔之一，位于今日波兰西部城市耶莱尼亚古拉（绿山城）（1945年以前为德国城市格鲁恩贝格）西南6公里的Wilkanowo村 （德语Wittgenau），海拔221米的Wilkanowska山（德语Meiseberg）上，塔高20米。
该塔于1902年4月1日开工（俾斯麦生日），8月23日建成，耗资6,000马克。入口上方原为奥托·冯·俾斯麦像，并德文题词“建于1902年/格鲁恩贝格商业和园艺协会”。1992年4月，除去了俾斯麦像，题词也改为波兰语：“俾斯麦塔-绿山城当局- 公元1902年”。塔的高度也被提及。它完全用砖块砌筑。
该塔现状良好，仍然用于多种用途：防火瞭望塔、风向标、瞭望塔和无线电通讯塔。在天气好的时候，向公众开放，收取小额费用。